# ヤーガン語
ヤーガン語（元の綴りは Yahgan、しかし今でも''Yaghan、Jagan、Iakan''と綴られている）、ヤマナ語 (Yamana) 、Háusi Kútaは、ティエラ・デル・フエゴ島でヤーガン族によって話されていた先住民の言語の一つである。孤立した言語と見なされているが、一部の言語学者はカウェスカル語とチョン語族に関連づけようとしている。
ヤーガン語はフォークランド諸島に属するケッペル島の宣教師の居留地でも短期間話されていた。
84歳のエメリンダ・アクーニャ（1921年 - 2005年10月12日）の死後、チリのナバリノ島にあるVilla Ukikaに住むクリスティナ・カルデロン（1928年‐2022年）が唯一の母語話者となったが、2022年2月16日に93歳で死去した。カルデロン（しばしば単にAbuelaと呼ばれる）はアクーニャの義理の妹であった。

## 音韻論

### 母音
ヤーガン語の音韻体系には3つの分析があり、多くの点で互いに異なっている。最も古い分析は、トーマス・ブリッジズ(1894)による19世紀(前音韻論時代)からのものである。20世紀の中頃から、ホードリコート(1952)とホルマー(1953)。20世紀の終わりにかけて、この瀕死の言語に関する最後の音韻論的研究が、Guerra Eissmann(1990)、Salas y Valencia(1990)、Aguilera(2000)によって行われた。
|      | 前舌 | 中舌 | 後舌 |
| ---- | ---- | ---- | ---- |
| 狭   | i    |      | u    |
| 中央 | e    | ə    | o    |
| 広   | æ    | a    |      |

強勢のある音節ではすべての母音が長い。母音 /a/ が最も頻度が高い。強勢の前後にある音節では、曖昧母音[ə]と発音されることがある。強勢がある最終音節では、母音 /i/ と /u/ が二重母音になることがある。母音/i/および/o/は、強勢のない最終音節において非常に不安定であり、それぞれ/e/および/u/と交代する。

### 子音
|          | 唇音 | 歯茎音 | 後部歯茎音 | 硬口蓋音 | 軟口蓋音 | 声門音 |
| -------- | ---- | ------ | ---------- | -------- | -------- | ------ |
| 鼻音     | m    | n      |            |          |          |        |
| 破裂音   | p    | t      | tʃ         |          | k        | ʔ      |
| 摩擦音   | f    | s      | ʃ          |          | x        | h      |
| はじき音 |      | ɾ      |            |          |          |        |
| 接近音   |      | l      | ɻ          | j        | w        |        |